# Духовное управление мусульман Украины
Духовное управление мусульман Украины (ДУМУ) — украинская мусульманская организация основанная 9 сентября 1992 года, первая централизованная мусульманская структура Украины. Главой организации является Шейх Ахмед Тамим. Самая крупная исламская религиозная организация на Украине (из 1207 исламских украинских общин). Духовное управление мусульман Украины также проводит социальную деятельность по обеспечению потребностей верующих в вопросах ислама. Она содействует созданию новый исламских культовых сооружений на Украине, проводит научные конференции.
Духовное управление мусульман Украины — член Всеукраинского совета церквей и религиозных организаций". Для продвижения идей ислама в 1992 году были созданы: Исламский Университет, Центр исследований и переводов, и общеобразовательная школа «Аль-Иршад». ДУМУ проводит Съезды мусульман Украины на которых избирают Президиум ДУМУ. Главная деятельность ДУМУ — распространение ислама и противодействие экстремистским исламистским течениям. Организация издаёт свою газету «Минарет», имеет интернет-сайт «ISLAM.UA» и радиостанцию «MPlus». (ДУМУ открыла первую мусульманскую радиостанцию на Украине.)